# Kilima conspersa
Kilima conspersa är en spindelart som beskrevs av Manfred Grasshoff 1970. Kilima conspersa ingår i släktet Kilima och familjen hjulspindlar.
Artens utbredningsområde är Kongo. Inga underarter finns listade i Catalogue of Life.